# Йохан I фон Валдбург
Йохан I фон Валдбург (на немски: Johann I von Waldburg; * ок. 1280, Тек, Вюртемберг; † между 24 декември 1338 и 10 януари 1339) е „трушсес“, благородник от швабския род Валдбург-Траухбург и Исни (1306), господар на Цайл (1337), фогт в Горна Швабия (1337), управител на манастир и фогт на град Кемптен (1232 – 1237), фогт на „Св. Георг“ в Исни.

## Произход
Той е син на трушсес Еберхард II фон Валдбург († 1291) и съпругата му графиня Елизабет фон Монфор-Фелдкирх († сл. 1293), дъщеря на граф Рудолф II фон Монфор-Фелдкирх († 1302) и Агнес фон Грюнинген († сл. 1265/1328). Майка му е сестра на Рудолф III фон Монфор († 1334), епископ на Кур и на Констанц (1322 – 1334). Роднина е на Еберхард фон Валдбург († 1274), епископ на Констанц (1248 – 1274), и на Хайнрих фон Тане († 1248), епископ на Констанц (1233 – 1248).

## Фамилия
Йохан I фон Валдбург се жени 1311 г. във Валдбург за графиня Клара фон Нойфен (* ок. 1295; † март 1339), дъщеря на граф Албрехт III фон Нойфен-Марщетен-Грайзбах († 1306) и Елизабет фон Грайзбах († сл. 1316). Те имат децата:
- Еберхард III фон Валдбург († 5 май 1361/14 март 1362), женен пр. 4 януари 1345 г. за Агнес фон Тек (* ок. 1310; † сл. 1359), дъщеря на херцог Херман II фон Тек-Оберндорф († 1319)
- Ото I фон Валдбург-Траухбург († 9 април 1363), женен I. за Аделхайд фон Ретенберг († 31 октомври 1359), II. за Агнес фон Фройндсберг († сл. 13 декември 1372)
- дъщеря (Анна/Доротея) († сл. 1339), омъжена пр. 5 май 1339 г. за Марквард фон Шеленберг († сл. 1392)

## Галерия
- Замък Валдбург
- Замъкът Алт-Траухбург, ок. 1840
- Дворец Цайл